# Кипчачки језици
Кипчачки или северозападнотуркијски језици, су огранак туркијских језика. Ови језици су у употреби углавном у средњој Азији, али су у мањој мери присутни и у источној Европи и југозападном Сибиру. Кипчачким језицима говори око 12 милиони људи.

## Карактеристике
Појединачни кипчачки језици деле велики број заједничких особина, због чега су и сврстани у једну подгрупу. Неке од ових особина деле са другим обичним туркијским језицима, а неке су присутне само у кипчачким језицима.
Заједничке особине
- прелазак пратуркијског *d у /j/
- губљење почетног *h

Јединствене особине
- изражена лабијална хармонија самогласника
- учесталост сибиларизације почетног  (нпр. *jetti > ʒetti „седам”)
- присуство дифтонга  и  на крају слога (нпр. *taɡ > taw „планина”, *sub > suw „вода”)

## Језици
| кипчачки |                                                                 |                                                                 | - кипчачки (изумро)                                                                                                |
| кипчачки | западни кипчачки или кипчачко-кумански или понтско-каспијски    | западни кипчачки или кипчачко-кумански или понтско-каспијски    | - кумански (изумро) - кумички - карачајско-балкарски - кримскотатарски - урумски - кримчачки - караимски           |
| кипчачки | северни кипчачки или кипчачко-прабугарски или уралско-каспијски | северни кипчачки или кипчачко-прабугарски или уралско-каспијски | - татарски - башкирски                                                                                             |
| кипчачки | јужни кипчачки или кипчачко-ногајски или аралско-каспијски      | јужни кипчачки или кипчачко-ногајски или аралско-каспијски      | - казашки - каракалпачки - сибирскотатарски - ногајски - киргиски - кипчачкоузбечки или ферганскокипчачки (изумро) |